# Söderöra
Söderöra est une île de l'archipel de Stockholm  en Suède,,,.

## Présentation
Söderöra est située dans la zone du Svartlögafjärden.
Söderöra est une île longue de 2 kilomètres juste à l'est de Blidö.
L'île compte environ 25 résidents permanents et 400 résidents d'été.
Il y a environ 180 maisons de vacances sur l'île.
Il n'y a ni épicerie ni restaurant sur l'île.

## Histoire
Söderöra a accueilli sa première population résidente au 16ème siècle, en 1639 il y avait deux fermes ici et au tournant du siècle, 50 à 60 personnes au maximum vivaient ici à Söderöra. Söderöra était principalement connue pour ses constructeurs de bateaux et ses cargos.
Erik Söderman était un célèbre constructeur de bateaux qui construisait de grands bateaux.
En 1948, le Musée nordique a documenté la construction de bateaux sur l'île.
Einar Sjöblom était alors le seul constructeur de bateaux professionnel de l'île et aurait construit plus de 400 bateaux, mais on disait alors que tous les habitants de Söderör étaient au moins capables de construire des bateaux plus petits.
La maison de prière de Söderöra a été construite en 1908-1909.
Söderöra est l'une des îles qu'Astrid Lindgren a choisies comme décors pour ses longs métrages et séries.

## Accès
L'île est desservie quotidiennement par Waxholmsbolaget depuis Furusund, Östernäs et Bromskär.
En été, il existe également une liaison quotidienne directe depuis Stockholm.

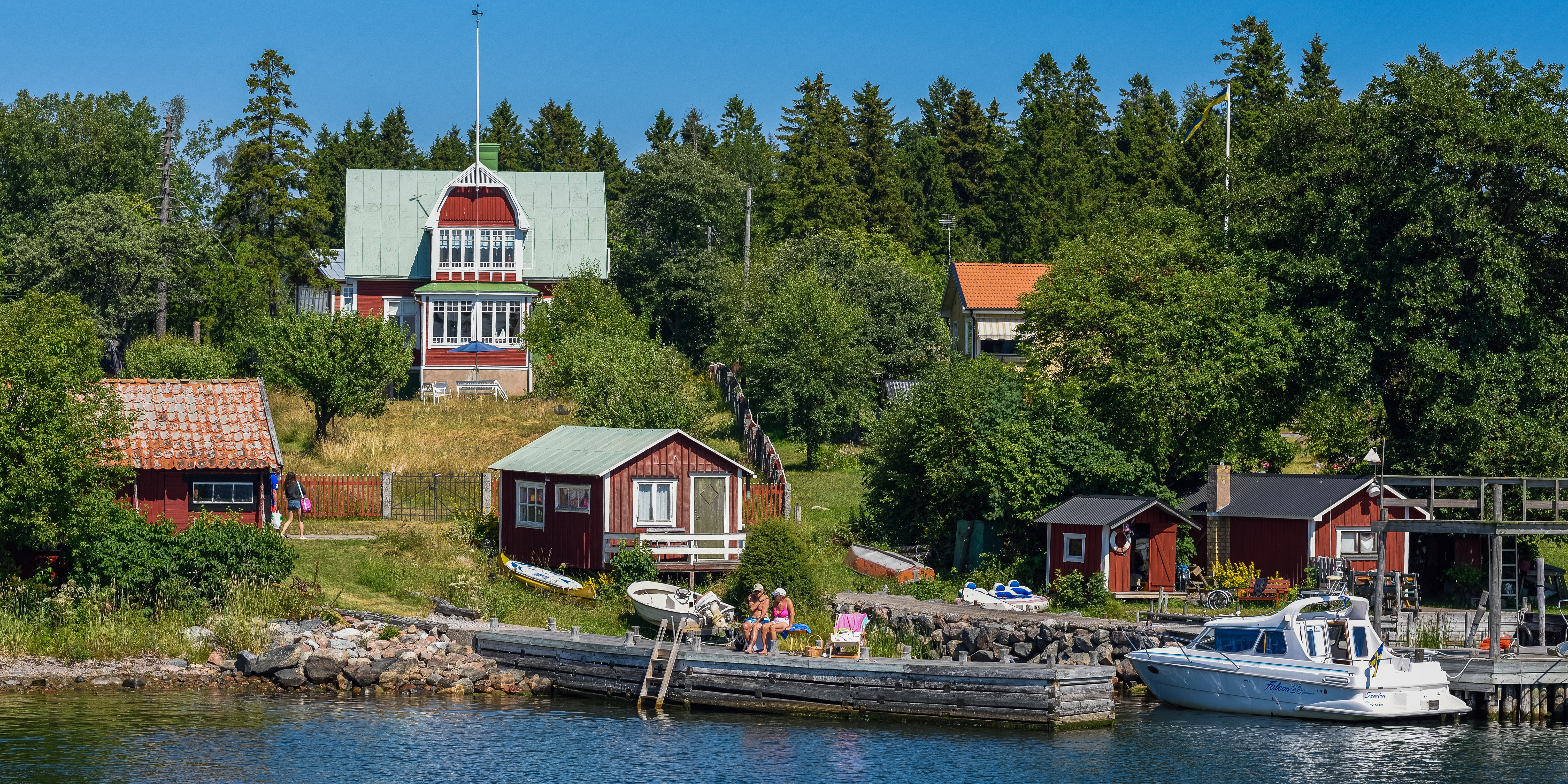
Côte sud-ouest.